# Edward Duniewicz
Edward Franciszek Duniewicz, herbu Doliwa (ur. ?, zm. w 1876) – ziemianin, polityk demokratyczny, poseł na Sejm Ustawodawczy w Kromieryżu.

## Życiorys
Ziemianin, właściciel majątków – odziedziczonego Lipowce, pow. przemyślański (1841-1849), a następnie Kiernica, pow. gródecki (1849-1851), Nowoszyce, pow. samborski (1851-1865) i Brzozów (1865-1876). Członek oddziału sanocko-lesko-brzozowsko-krośnieńskiego Galicyjskiego Towarzystwa Gospodarskiego we Lwowie (1867-1876). Członek Wydziału Okręgowego Galicyjskiego w Brzozowie Galicyjskiego Towarzystwa Kredytowego Ziemskiego we Lwowie (1872-1876). Zastępca członka powiatowej komisji szacunkowej podatku gruntowego w Brzozowie (1871-1876). Rzeczoznawca ds dóbr ziemskich Sądu Obwodowego w Przemyślu (1874-1876).
Aktywny politycznie w okresie Wiosny Ludów. Poseł do Sejmu Ustawodawczego w Wiedniu i Kromieryżu (10 lipca 1848 – 7 marca 1849) wybranym z okręgu wyborczego Narajów w obwodzie brzeżańskim. W parlamencie należał do "Stowarzyszenia" skupiającego polskich posłów demokratycznych. Od 1861 działacz Polskiego Stronnictwa Demokratycznego. Członek Rady Powiatowej (1867-1873) oraz wiceprezes Wydziału Powiatowego w Brzozowie (1867-1873).

## Rodzina i życie prywatne
Urodzony w rodzinie ziemiańskiej, syn Juliana (zm. 1848) i Franciszki z Bratkowskich (1785-1831). Miał 4 siostry Wirginię (z mężą Wysłobodzką), Zefirynę (z męża Mochnacką), Matyldę (z męża Chwalibóg)  i Marcelinę (z męża Malczewską). Ożenił się z Ludwiką z Szołajskich, z którą miał trzech synów: Stanisława, Władysława i Edwarda (1847 – 1893) oraz dwanaście córek.